# TIFF (filformat)
Tagged Image File Format (TIFF) är ett filformat för bitmap-baserade bilder, skapat av Aldus och Microsoft för användning vid bildinläsning och PostScript-utskrifter.